# Ehecatl

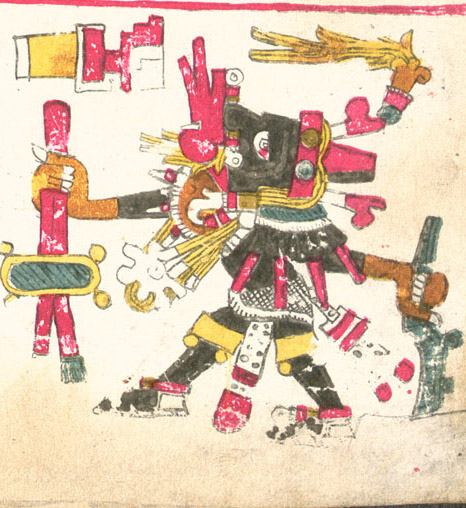
Ehecatl (Codex Borgia)

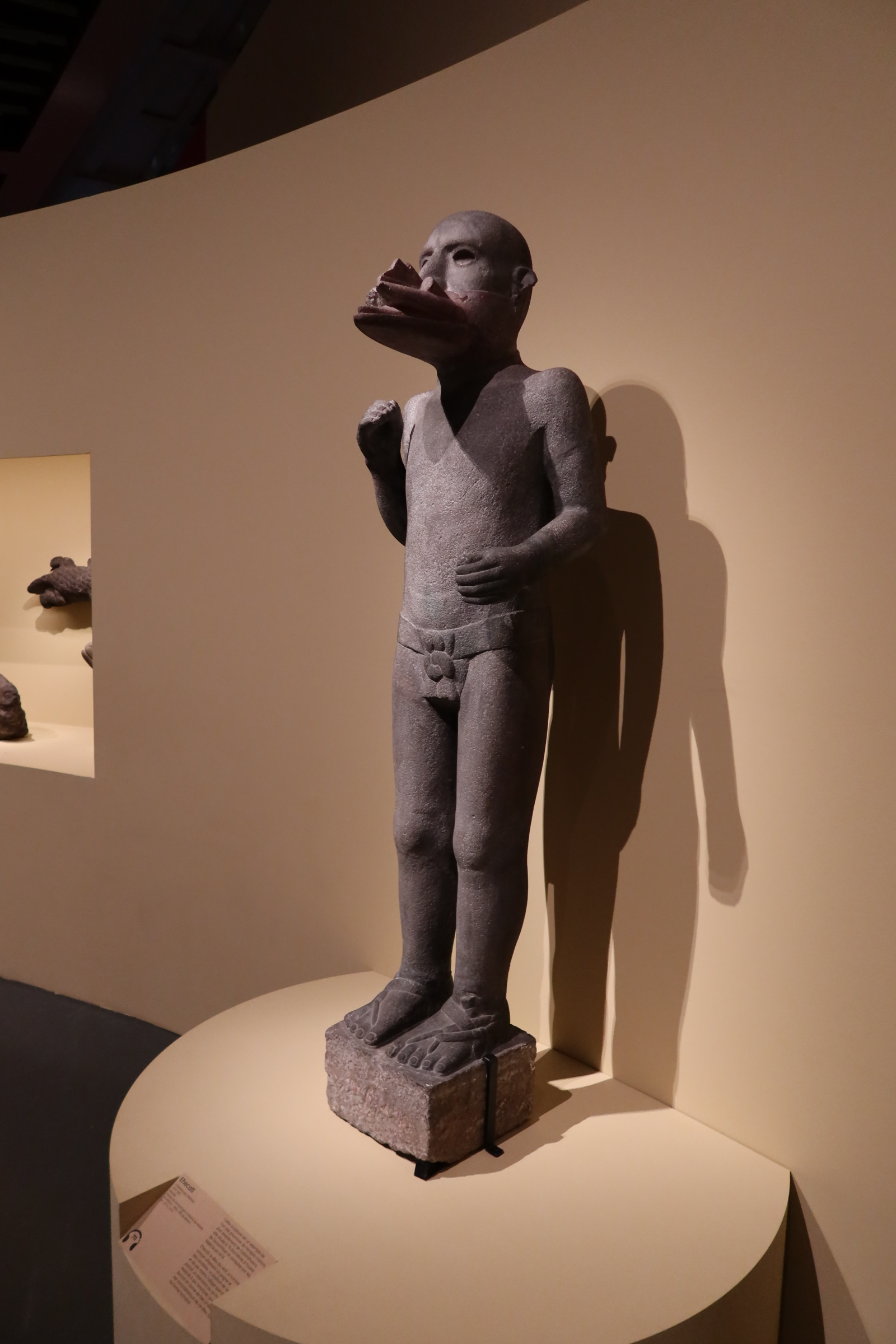
. Statue d'un Ehecatl. Vêtu d'un pagne et de sandales, la position de ses bras et de ses mains indique que la sculpture portait un étendard ou un insigne associé à ses fonctions. Le masque buccal en forme de bec d'oiseau est caractéristique de ce dieu sous sa forme humaine.

Ehecatl, appelé aussi Ehecatecuhtli dans la mythologie aztèque, est le dieu personnifiant le vent et une des représentations de Quetzalcóatl. Son souffle était censé déplacer le Soleil et laisser la place à la pluie. Son nom, signifiant « vent » en nahuatl, indique clairement sa place dans le panthéon aztèque.
Ses enfants sont :
1. Tlacoccayotl[2] (dieu du vent de l'orient).
2. Mictlampachecatl (dieu du vent du nord).
3. Cihuaehccayotl[3] (dieu du vent de l'occident).
4. Huitztlampaehecatl[4] (dieu du vent du sud).

du printemps, des arts, de la poésie, de la musique et de la jeunesse